# 1339

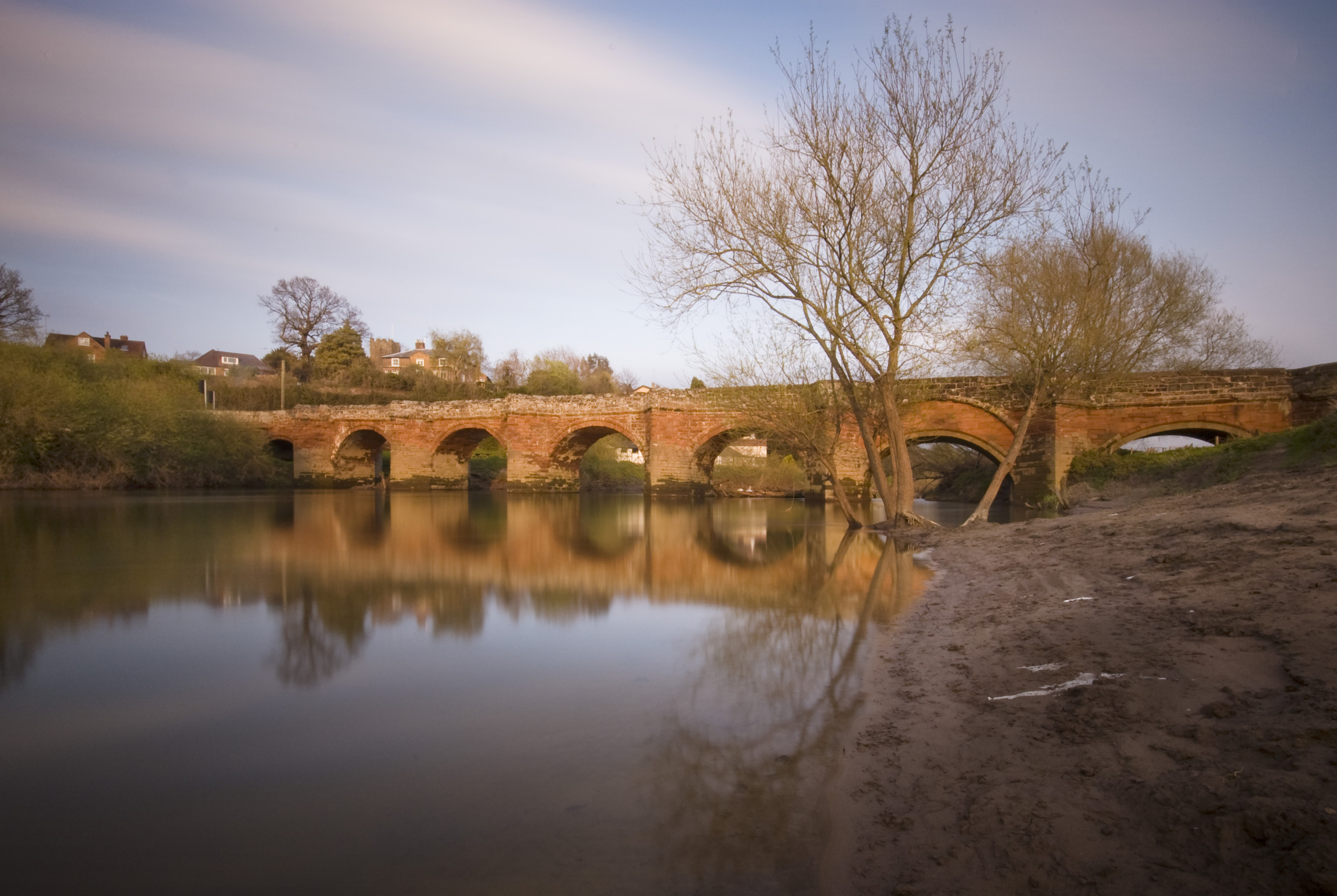
Farndon Bridge, Farndon, gebouwd 1339

Het jaar 1339 is het 39e jaar in de 14e eeuw volgens de christelijke jaartelling.

## Gebeurtenissen
- 19 maart - Het graafschap Gelre wordt op de Rijksdag van Frankfurt verheven tot hertogdom.
- 21 juni - Slag bij Laupen: Bern, gesteund door onder meer het Zwitsers Eedgenootschap, verslaat Freiburg, gesteund door onder meer Habsburg. Bern verstevigt zijn leidende rol in de regio en komt nader tot het Eedgenootschap.
- 24 augustus - Peter van Portugal trouwt met Constance Manuel van Peñafiel.
- 24 september - Simone Boccanegra wordt verkozen tot eerste doge van Genua.
- 3 december - Vlaanderen en Brabant sluiten een bondgenootschap.
- De vice-sultans van Bengalen maken zich compleet los van het sultanaat Delhi.
- Jan I van Polanen ontvangt de heerlijkheid Breda in onderpand van Jan III van Brabant.
- De Universiteit van Grenoble wordt gesticht.
- Ninove krijgt stadsrechten.
- Oudst bekende vermelding: Hoogerheide

## Opvolging
- Neder-Beieren - Hendrik XIV opgevolgd door zijn zoon Johan I
- Japan - Go-Daigo opgevolgd door zijn zoon Go-Murakami
- Maronitisch patriarch - Simeon II opgevolgd door Johannes V
- Milaan - Azzo Visconti opgevolgd door zijn oom Luchino Visconti
- Venetië - Francesco Dandolo opgevolgd door Bartolomeo Gradenigo

## Afbeeldingen

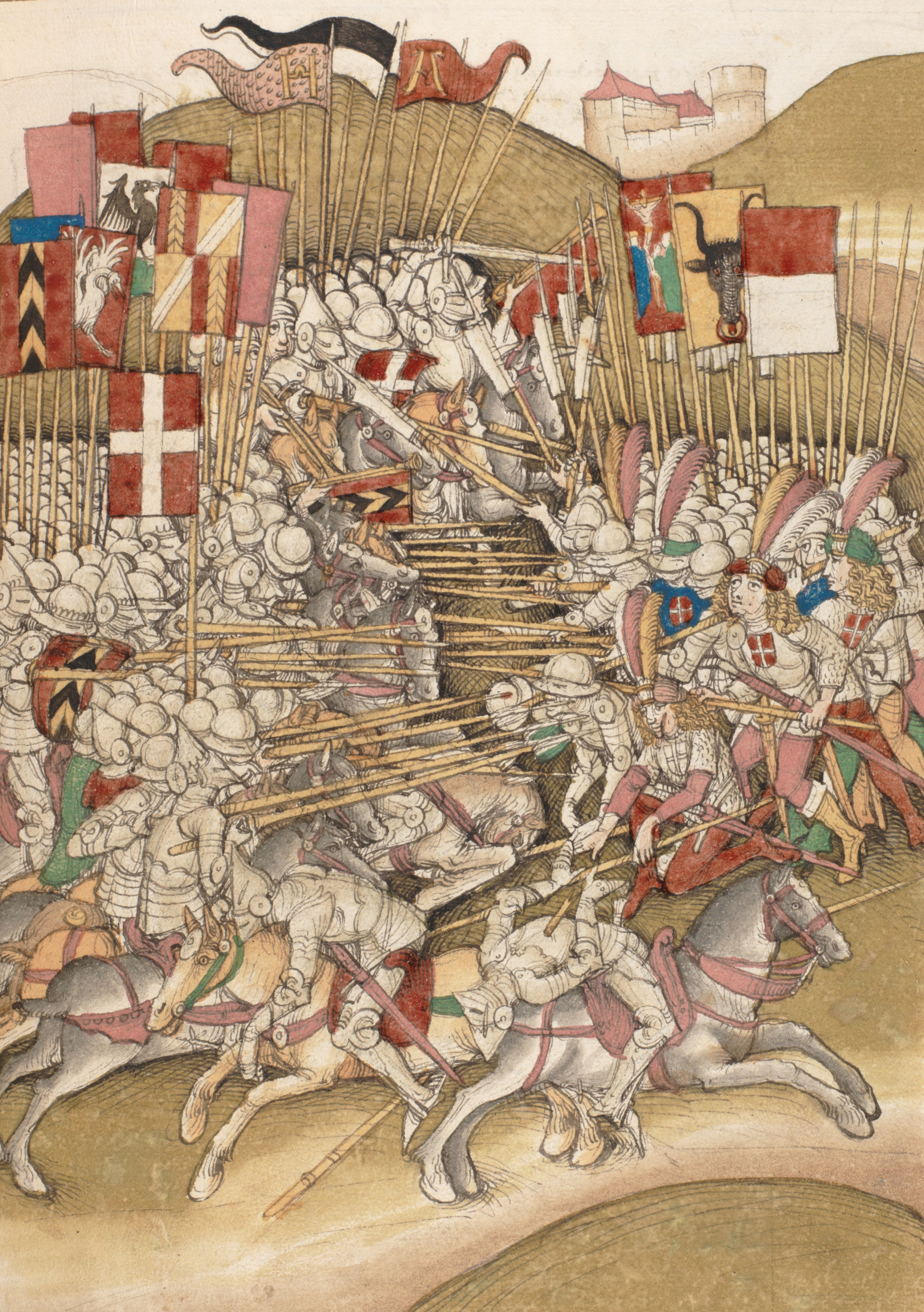
Slag bij Laupen
wapen van Gelre na verheffing tot Hertogdom

## Geboren
- 4 april - Machteld van Lancaster, echtgenote van Willem V van Holland
- 23 juli - Lodewijk I van Anjou, Frans prins en edelman
- 1 november - Rudolf IV, )aarts)hertog van Oostenrijk (1358-1365)
- Jan IV, hertog van Bretagne (1364-1399)
- Johanna Emmanuella, echtgenote van Hendrik II van Castilië
- Tawen Künga Rinchen, Tibetaans geestelijk leider
- Albrecht I van Brunswijk-Grubenhagen, Duits edelman (jaartal bij benadering)
- Arnold van Horne, bisschop van Utrecht (1378-1389) (jaartal bij benadering)
- Engelram VII van Coucy, Frans-Engels edelman (jaartal bij benadering)
- Johan I van Nassau-Siegen, Duits edelman (jaartal bij benadering)

## Overleden
- 17 februari - Otto van Oostenrijk (37), Duits edelman
- 26 mei - Anna van Litouwen (~29), echtgenote van Casimir III van Polen
- 16 augustus - Azzo Visconti (36), heer van Milaan (1329-1339)
- 1 september - Hendrik XIV (33), hertog van Neder-Beieren
- 19 september - Go-Daigo (50), keizer van Japan (1318-1339)
- 10 december - Hedwig van Kalisz (~73), echtgenote van Wladislaus de Korte
- Francesco Dandolo, doge van Venetië
- Rangjung Dorje (~55), Tibetaans geestelijk leider